# Franco Scala
Franco Scala (* 1937 in Imola) ist ein italienischer Pianist und Klavierlehrer. Er studierte zuerst am Konservatorium „Giovanni Battista Martini“ in Bologna und anschließend bei Carlo Zecchi an der Accademia Nazionale di Santa Cecilia in Rom. 30 Jahre lang unterrichtete er am Conservatorio Statale di Musica „Gioachino Rossini“ in Pesaro und gründete dann die Incontri col Maestro International Piano Academy in Imola, an der zahlreiche Preisträger renommierter Klavierwettbewerbe studiert haben. Dort ist er auch Direktor.

## Bekannte Schüler
- Giuseppe Albanese
- Alessandra Ammara
- Vanessa Benelli Mosell
- Roberto Cominati
- Ingrid Fliter
- Davide Franceschetti
- Jin Ju
- Gianluca Luisi
- Carlo Michini
- Alberto Nosé
- Domenico Picciché
- Ardita Statovci
- Juliana Steinbach
- Giorgia Tomassi